# Blauvac
Blauvac é uma comuna francesa na região administrativa da Provença-Alpes-Costa Azul, no departamento de Vaucluse. Estende-se por uma área de 20,8 km². Em 2010 a comuna tinha 509 habitantes (densidade: 24,5 hab./km²).